# Центральный район (Тверь)
Центра́льный райо́н  — административная единица в составе города Твери (до 1990 года — города Калинина), существовавшая с 1936 года по 1956 год, вновь образованная в 1975 году и существующая до настоящего времени в соответствии с уставом города. Центральный район охватывает исторический центр города и некоторые прилегающие к нему территории. В районе сосредоточены административные здания, исторические памятники, культурные учреждения (театры, музеи, библиотеки), учебные заведения, а также магазины, торговые центры, офисы банков и других учреждений. Код района по ОКАТО — 28401378.

## История

### История развития территории

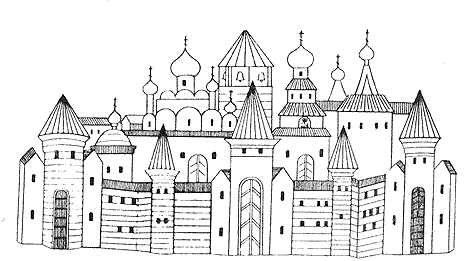
Изображение Тверского кремля на иконе Михаила и Ксении начала XV в.

«Историческое ядро» Твери расположено на территории Центрального района на правом берегу Волги при впадении в неё реки Тьмаки. Сейчас на этом месте находятся Путевой дворец и стадион «Химик». Время возникновения поселения точно не установлено. По мнению историка XVIII века В. Н. Татищева, крепость на этом месте была построена в 1181 году, а по мнению современного историка В. А. Кучкина — в 1130—1140-е годы. По данным археологов, поселение существовало ещё в IX—X веке. Деревянный Тверской кремль, построенный в XII веке, в течение нескольких столетий был «ядром» города; он неоднократно разрушался в ходе войн, нашествий и пожаров, восстанавливался и перестраивался. В конце XIII века там же было построено первое каменное здание — Спасо-Преображенский собор.
С XIV века за пределами Тверского кремля появились посады (ремесленные поселения). Загородский посад возник в XIV веке (впервые упоминается в 1315 году) и находился к востоку от Кремля. Затьмацкий посад (XV век) был построен на левом берегу Тьмаки.

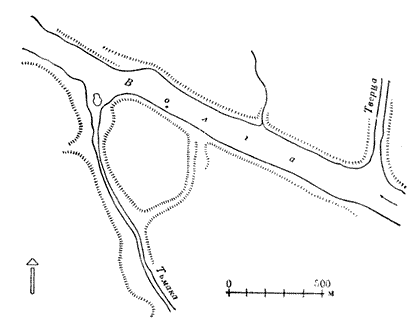
План валов Тверского кремля. Чертёж 1798 г.

12 мая 1763 года крупный пожар уничтожил бо́льшую часть деревянных зданий (852 из 900 домов и множество общественных построек), а также деревянный кремль, который решили не восстанавливать. По поручению императрицы Екатерины II архитектор П. Р. Никитин разработал план застройки центра города, который был утверждён осенью того же года. Строительство изменило облик города, который получил регулярную планировку и был застроен каменными зданиями. В основу композиции центра города было положено «парадное трёхлучие», основу которого составили «средний луч» Большая Московская улица (ныне Советская), правый — улица Косая Новгородская (ныне улица Вольного Новгорода), а левый — Косая Новоторжская (ныне Новоторжская), которые соединялись на нынешней Советской площади. В 1764—1766 годах в центре города построен императорский Путевой дворец. В 1777 году был составлен новый план застройки и для Затьмачья.
В 1850 году примерно в 4 километрах от города (сейчас — территория Пролетарского района) была открыта железнодорожная станция Тверь, вскоре вокруг неё сформировался станционный посёлок и была проложена дорога между городом и станцией Станционное шоссе (ныне проспект Чайковского). В конце XIX века пустырь между центром города и станцией был застроен. В 1901 году были введены в действие трамвайные линии, связавшие Восьмиугольную площадь (ныне пл. Ленина) с Морозовской фабрикой (Пролетарка) и с железнодорожным вокзалом.
После революции 1917 года были разрушены многие храмы и колокольни, находившиеся в центре Твери, в 1934 году уничтожен Спасо-Преображенский собор. В то же время в 1920—1930-е годы был построен дворец пионеров, кинотеатр «Звезда» и многие другие здания, реконструировано здание драматического театра, заложен Городской сад. В 1941 году с октября по декабрь большая часть города, включая его исторический центр, была оккупирована немецко-фашистскими войсками. За время оккупации были разрушены многие здания, сильно пострадал Путевой дворец; выведены из строя трамвайные линии, повреждены и разрушены другие объекты городской инфраструктуры.
В послевоенные годы центр города был восстановлен: построены здания цирка, кукольного театра, библиотеки им. Горького. В 1970-е годы открыт обелиск Победы в устье Тьмаки, основан парк Победы в нижнем течении Лазури, а также проведена крупная реконструкция с расширением Тверского проспекта и переносом трамвайного движения с улицы Урицкого (ныне — Трёхсвятская улица).

### Образование района и изменения его статуса
Центральный район города Калинина был образован 21 февраля 1936 года.  В апреле 1956 года Центральный район города Калинина — упразднён. 6 ноября 1975 года в соответствии с Указом Президиума Верховного Совета РСФСР Центральный район города Калинина был образован вновь, в него вошла часть территорий Новопромышленного района, переименованного в Московский, и Пролетарского района. 11 апреля состоялись выборы народных судей Центрального районного суда, избрано 3 судьи. По данным, приведённым в приложении к Уставу города, его территория была разделена решением горисполкома от 7 января 1965 года № 9 и от 30 декабря 1975 года № 253 на административные районы с отнесением к ним селитебной части города, отдельных населённых массивов, посёлков и отдельно стоящих жилых строений в пределах утверждённой городской черты.
В 1990 году городу было возвращено историческое имя, и Центральный район города Калинина стал Центральным районом города Твери. В 1993 году в связи с событиями сентября — октября были распущены и прекратили работу Советы народных депутатов, и с тех пор представительные органы районов в Твери не избирались. Впоследствии при принятии устава города в 1996 году деление города на четыре района (Заволжский, Московский, Пролетарский, Центральный) было сохранено и установлено, что районы города не являются муниципальными образованиями, такое же положение содержится и в новом уставе 2005 года.

## География

### Географическое положение и границы района

Цифрами на схеме обозначены:
1 — Заволжский район, 2 — Московский район
3 — Пролетарский район, 4 — Центральный район

Район расположен в центральной части Твери на правом берегу Волги и граничит:
- на севере с Заволжским районом, граница проходит по фарватеру реки Волги;
- на западе с Пролетарским районом, граница проходит от реки Волги по чётной стороне улицы К. Маркса до северо-восточной стороны моста через реку Тьмаку по левому берегу до створа улицы Тимирязева, по восточной стороне улицы Тимирязева, до оси улиц 4-й Путейской и 2-й Трусова, по южной стороне проезжей части улицы Коминтерна до Волоколамского проспекта;
- на востоке с Московским районом, граница проходит по чётной стороне Волоколамского проспекта и по западной стороне Смоленского переулка до фарватера реки Волги[14].

Узловая точка, в которой пересекаются границы Центрального, Пролетарского и Московского районов (и она же самая южная точка района), находится на пересечении Волоколамского проспекта и ул. Коминтерна, две другие узловые точки — в центре русла Волги.
Район занимает относительно небольшую площадь 6,9 квадратных километров, что составляет всего 4,5 процентов от площади города, составляющей 152,2 квадратных километра и значительно уступает по площади другим районам Твери.

### Гидрография
Северная граница района проходит по центру русла реки Волги, урез воды 124 метра над уровнем моря.
По территории района протекает в своём нижнем течении правый приток Волги река Тьмака, которая петляет и несколько раз меняет направление движения в окрестностях Покровской церкви и впадает в Волгу в том месте, где сейчас находятся Обелиск Победы, Храм Михаила Тверского и стадион «Химик». Тьмака делит Центральный район на две неравные части: на правобережной стороне расположены исторический центр города и привокзальная часть района, за левобережной частью исторически закрепилось название Затьмачье.
Правый приток Тьмаки небольшая речка Лазурь, которая к настоящему времени превращена в каскад прудов, а самый большой из них находится на территории района, примыкая к парку Победы, а в месте впадения в Тьмаку заключена в трубы.
|                                      |                                  |                                   |
| Река Тьмака близ её впадения в Волгу | Зимние народные гулянья на Волге | Река Лазурь в районе парка Победы |

## Население
| 1959    | 1970    | 1979    | 1989    | 2002    | 2005    | 2006    |
| ------- | ------- | ------- | ------- | ------- | ------- | ------- |
| 40 000  | ↗52 300 | ↗62 637 | ↗67 413 | ↘56 941 | ↘54 600 | ↘53 600 |
| 2007    | 2008    | 2009    | 2010    | 2011    | 2012    | 2013    |
| ↘53 500 | ↗53 800 | ↗53 989 | ↗54 353 | ↗54 400 | ↗54 561 | ↗54 594 |
| 2014    | 2015    | 2016    | 2017    | 2018    | 2019    | 2020    |
| ↗54 663 | ↗54 803 | ↗54 870 | ↘54 730 | ↘54 531 | ↘54 362 | ↗54 474 |
| 2021    |         |         |         |         |         |         |
| ↘51 501 |         |         |         |         |         |         |

Население Центрального района составляет 12.47 % общей численности населения города.
По результатам Всесоюзной переписи населения 1989 года Центральный район города Калинина насчитывал 67 413 жителей, из них 28 682 мужчины (42,6 %) и 38 731 женщина (57,4 %), значительно уступая по численности населения трём другим районам города — Заволжскому, Московскому и Пролетарскому. Население Центрального района насчитывало 14,9 % от общей численности населения города, которая составляла 450 941 человек.
По данным Всероссийской переписи населения 2002 года, Центральный район Твери насчитывал 56 941 жителей, из них 24 752 мужчины (43,5 %), 32 189 женщин (56,5 %), и остался на последнем, четвёртом месте по численности населения среди районов Твери. Население Центрального района насчитывало 13,9 % от общей численности населения Твери. По более поздним данным администрации города численность населения района насчитывает 64,3 тысячи человек.

## Планировка и архитектура

### Планировка территории

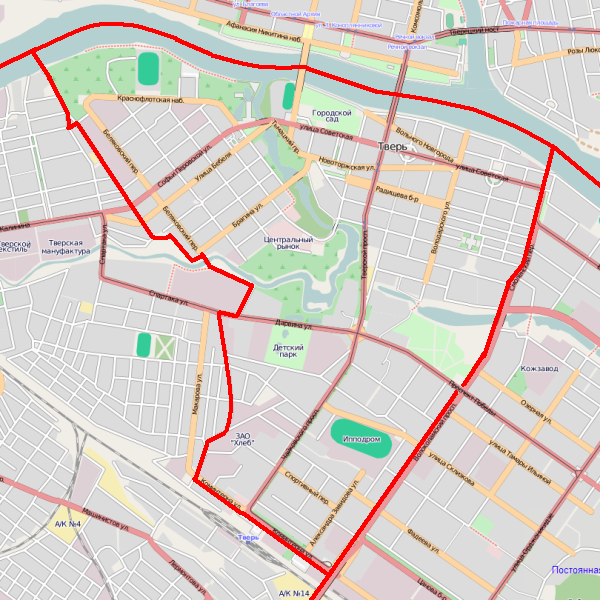
План-схема Центрального района Твери с OpenStreetMap; при просмотре оригинальной схемы с последующим увеличением разрешения видны наименования улиц, площадей и многих других объектов, упоминаемых в статье

Советская площадь (бывшая Полуциркульная) и три центральных улицы Советская улица (бывшая Большая Московская, Екатерининская, Миллионная), Новоторжская улица (бывшая Косая Новоторжская, улица Правды), и улица Вольного Новгорода (бывшая Косая Новгородская) образуют трёхлучевую систему. Такая система застройки центра города сформировалась во второй половине XVIII века в соответствии с планом 1767 года под влиянием архитектуры Петербурга. В то же время большинство улиц центра города ориентированы согласно прямоугольной планировке параллельно побережью Волги примерно с северо-западо-запада на юго-востоко-восток (Советская улица и др.) либо перпендикулярно побережью Волги, примерно с северо-северо-востока на юго-юго-запад (Тверской проспект и др.). Такая же планировка сложилась и в привокзальной части города.
Исключение составляет исторический район Затьмачье, в котором большинство улиц также соответствуют прямоугольной планировке, но ориентированы с северо-запада на юго-восток (наб. реки Тьмаки и др.) и с юго-запада на северо-восток (ул. Софьи Перовской и др.).

### Площади
По данным администрации города, на территории Центрального района находятся 21 площадь, некоторые из них:
- Площадь Михаила Тверского (бывшая Советская и Полуциркульная площадь) расположена на пересечении ул. Советской и ул. Володарского 56°51′31″ с. ш. 35°55′02″ в. д.HGЯO, лежит в основе трёхлучевой системы ул. Новоторжская, ул. Советская и ул. Вольного Новгорода. На площади находятся резиденции губернатора Тверской области, Тверской городской думы и других органов власти, а также кинотеатр «Вулкан». В 2008 году сооружён памятник тверскому князю Михаилу Ярославичу.
- Площадь Ленина (бывшая Восьмиугольная площадь) расположена на пересечении ул. Советской и ул. Трёхсвятской 56°51′34″ с. ш. 35°54′43″ в. д.HGЯO, имеет форму восьмиугольника. На площади находится братская могила советских воинов, погибших в боях за город Калинин в 1941—42 годах, и памятник В. И. Ленину. На площадь выходят четыре здания: администрация города Твери, одно из зданий администрации Тверской области, областное управление Банка России и здание Театра юного зрителя.

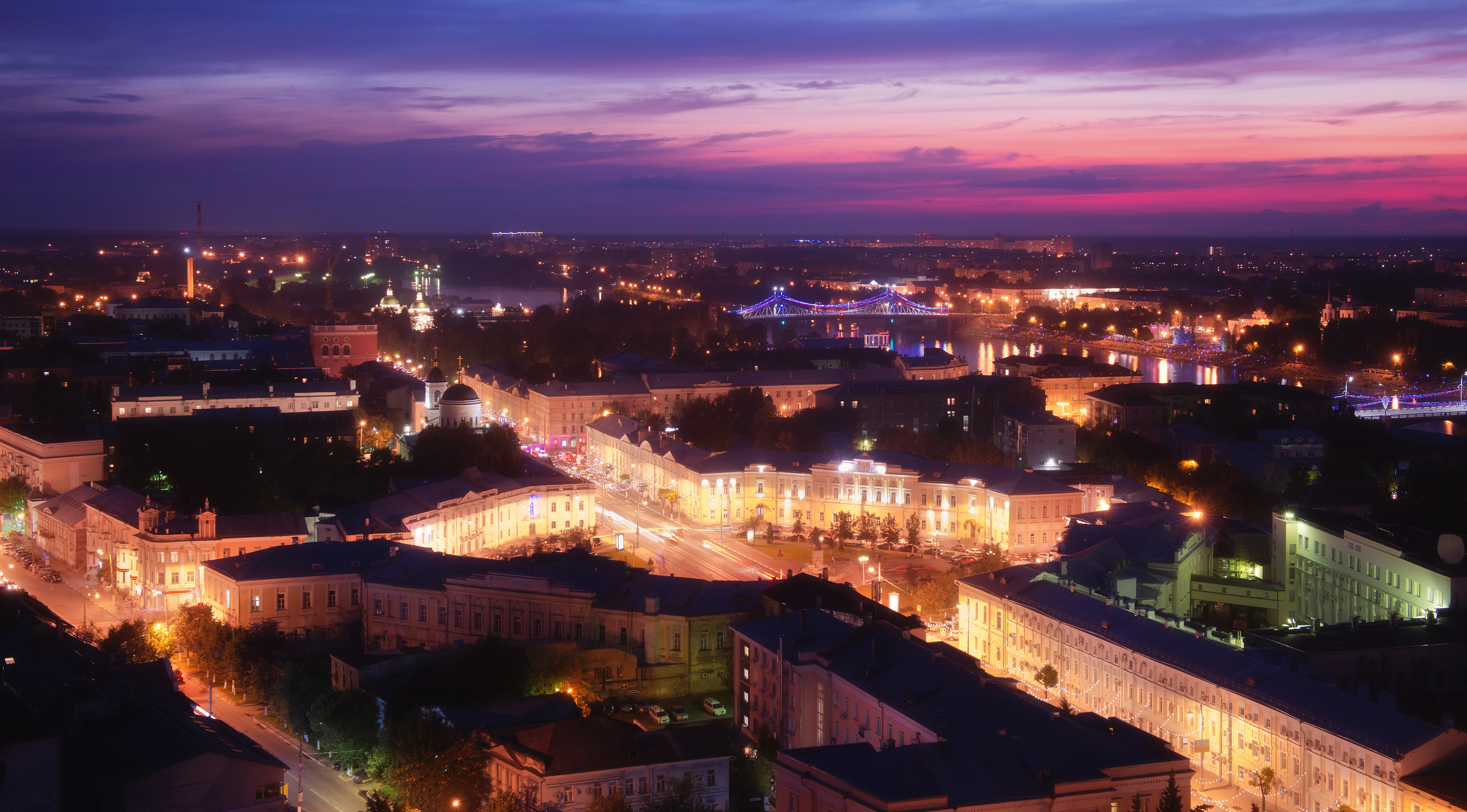
Площадь Ленина летним вечером перед праздничным салютом в День города. Вид с телевизионной вышки на площади Святого Благоверного Князя Михаила Тверского.

- Соборная площадь (бывшая Площадь Революции) расположена по улице Советской 56°51′40″ с. ш. 35°53′59″ в. д.HGЯO, на месте разрушенного Спасо-Преображенского собора рядом с пересечением с Волжским проездом. На площадь выходят Путевой дворец, краеведческий музей, один из корпусов Тверской медицинской академии, часовня всех тверских святых и памятник М. И. Калинину.
- Театральная площадь расположена на пересечении улицы Советской и Театрального проезда, к востоку от площади Революции 56°51′37″ с. ш. 35°54′15″ в. д.HGЯO. На площади находятся Тверская академическая областная филармония и Тверской областной академический театр драмы, а также памятник А. С. Пушкину.
- Площадь Славы расположена на пересечении улиц Салтыкова-Щедрина и Желябова и улицы Староворобьёвской 56°51′08″ с. ш. 35°55′08″ в. д.HGЯO. Площадь украшает памятник Г. К. Жукову, перед площадью находится Военная академия воздушно-космической обороны имени Г. К. Жукова.
- Тверская площадь расположена на пересечении улиц Брагина, Седых и Симеоновской 56°51′32″ с. ш. 35°54′03″ в. д.HGЯO, перед площадью разместилось здание Тверского цирка.
- Площадь Победы расположена на поворотной точке магистрали «Советская улица — улица Софьи Перовской» 56°51′40″ с. ш. 35°53′34″ в. д.HGЯO к западу от моста через Тьмаку. Рядом находятся Обелиск Победы, Памятник воинам-интернационалистам и памятник И. А. Крылову.
- Троицкая площадь расположена на пересечении улицы Троицкой и переулка Трудолюбия в Затьмачье 56°51′22″ с. ш. 35°53′14″ в. д.HGЯO, в центре площади возвышается собор Белая Троица.
- Московская площадь расположена на повороте Советская улица — Смоленский переулок и примыкании улицы Вагжанова к Смоленскому переулку 56°51′21″ с. ш. 35°55′37″ в. д.HGЯO (на границе с Московским районом). Рядом с площадью находится здание, известное в городе как «Рюмка» (на территории Центрального района), а также католический храм Преображения Господня, Тверская соборная мечеть и сквер героев-чернобыльцев (на территории Московского района).
- Площадь Капошвара расположена на пересечении магистральных улиц проспект Чайковского — Тверской проспект и проезд Дарвина — проспект Победы 56°50′53″ с. ш. 35°54′22″ в. д.HGЯO. На площади пересекаются две трамвайные линии, недалеко от площади расположено трамвайное депо.
- Привокзальная площадь расположена на пересечении проспекта Чайковского и улицы Коминтерна 56°50′12″ с. ш. 35°53′37″ в. д.HGЯO (на границе с Пролетарским районом), недалеко от железнодорожного вокзала.

### Улицы и набережные
По данным администрации города, в районе расположено 10 магистральных улиц, а общая протяжённость улиц района составляет 56 километров. Советская улица, которая считается главной улицей центральной части города и лежит в основе трёхлучевой композиции, ориентирована с северо-западо-запада на юго-востоко-восток и проходит параллельно Волге в нескольких сотнях метрах от правого берега реки от площади Победы и моста через Тьмаку, пересекая Волжский проезд, Тверской проспект, Трёхсвятскую улицу, улицу Володарского и несколько переулков, проходя через площадь Ленина и Советскую площадь. В районе площади Победы улица делает крутой поворот на юго-запад, переходя в улицу Софьи Перовской, которая, в свою очередь, на границе с Пролетарским районом делает ещё один поворот на юго-западо-запад, переходя в проспект Калинина. На восточном крае улица делает поворот на 90 градусов на юг и переходит в Смоленский переулок. Следующая крупная магистральная улица, параллельная Волге, проходит примерно в полутора километрах от неё (улица Спартака — проезд Дарвина — проспект Победы), третья — примерно в трёх километрах, по границе с Пролетарским районом (улица Коминтерна).
Две крупные магистральные улицы, проходящие по территории района, ориентированы перпендикулярно Волге: магистраль Тверской проспект — проспект Чайковского (начинается от Нововолжского моста, проходит через площадь Капошвара и упирается в железнодорожный вокзал) и магистраль Смоленский проезд — Волоколамский проспект, проходящая по границе с Пролетарским районом. Пешеходная Трёхсвятская улица также ориентирована перпендикулярно Волге и проходит в нескольких сотнях метров к востоку от Тверского проспекта, сливаясь с ним недалеко от площади Капошвара.
Параллельно побережью Волги также проходят набережная Михаила Ярославича и набережная Степана Разина, а в Затьмацкой части города — Краснофлотская набережная в некотором удалении от реки.
|                   |                                               |                                        |
| Тверской проспект | Празднование дня города на Трёхсвятской улице | Набережная Степана Разина, вид с Волги |

### Мосты
Два моста через Волгу соединяют правобережную часть города с левобережной (Заволжской) частью и находятся на границе Центрального района с Заволжским. Первый мост, Староволжский, находится в створе Волжского проезда, соединяет площадь Революции в центральной части и площадь Мира в заволжской части города. Построен в 1900 году, взорван фашистами в 1941 году, восстановлен в 1947 году, в 1980-е годы реконструирован. По мосту осуществляется троллейбусное движение. Второй мост, Нововолжский, соединяет в единую магистраль Тверской проспект в Центральном районе и Комсомольский проспект в Заволжском. Построен в 1953—1956 годах с использованием конструкций моста Лейтенанта Шмидта в Санкт-Петербурге. По этому мосту проходят трамвайные пути.

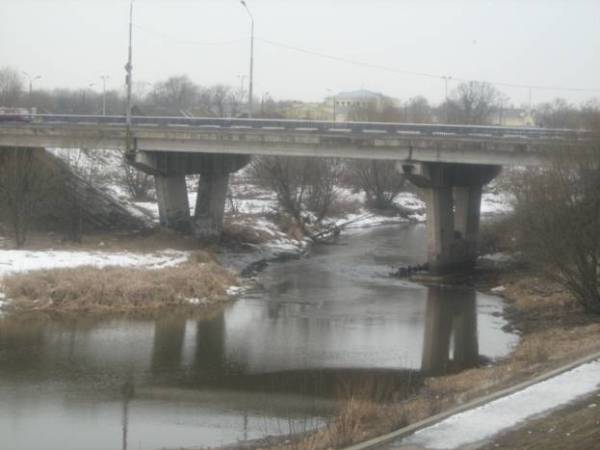
Мост через реку Тьмаку, соединяющий Свободный переулок в историческом центре города и набережную реки Тьмаки в Затьмачье

Четыре автомобильных моста, полностью расположенных на территории района, пересекают реку Тьмаку и соединяют Затьмачье с историческим центром города:
- мост в створе Свободного переулка соединяет Свободный переулок и улицу Желябова в историческом центре с набережной реки Тьмаки. Недалеко от моста расположены Покровская церковь и памятник «Головинская колонна»;
- мост в створе улицы Брагина соединяет Тверскую площадь (исторический центр города) и улицу Бебеля (Затьмачье). Недалеко от моста на Тверской площади находится здание Тверского цирка;
- мост в створе улицы Бебеля соединяет Советскую улицу с улицей Бебеля. Рядом с мостом находится памятник И. А. Крылову;
- мост в створе ул. Софьи Перовской соединяет её с Советской улицей в единую магистраль. Расположен в непосредственной близости от предыдущего моста, но примерно в два раза шире его. Рядом с мостом находится мемориал Победы.

### Архитектура
В районе сосредоточены многочисленные исторические здания, имеющие статус памятников истории и архитектуры. Тверской императорский путевой дворец — памятник архитектуры XVIII века, располагается в историческом центре (на территории бывшего Кремля) на площади Революции, в настоящее время в нём расположена картинная галерея. Гостиная Гальяни — памятник истории и архитектуры, построена в конце XVIII века (находится на пересечении ул. Пушкина и Володарского) получила известность после того, как А. С. Пушкин, неоднократно останавливавшийся в ней, упомянул её в одном из своих стихотворных посланий. Здание бывшего реального училища — памятник архитектуры второй половины XIX века, находится на Советской улице рядом с Путевым дворцом; с конца XX века в нём расположен Тверской государственный объединённый музей.
Многие исторические здания и сооружения не сохранились до наших дней. Так, крепостное сооружение древней Твери Тверской кремль, построенный в XII веке, на протяжении XIII—XVIII веков неоднократно разрушался, восстанавливался и реконструировался, пока не сгорел при пожаре 1763 года, после которого его решили не восстанавливать (по состоянию на начало XX века на бывшей территории Кремля находятся Путевой дворец, стадион «Химик» и часть Городского сада. В 1960 году были уничтожены торговые ряды на бывшей Крестьянской площади.
Среди крупных зданий, построенных в XX веке, достаточно известны бывшее здание областного комитета КПСС на Советской улице, которое с середины 1990-х годов занимает Законодательное собрание Тверской области; здание бизнес-центра «Тверь» (в просторечии «рюмка») — 15-этажное здание в Смоленском переулке, построенное к Олимпиаде 1980 года и более 30 лет практически не использовавшееся (введено в эксплуатацию только в 2013 году), а также бывшее здание Тверьуниверсалбанка на Тверском проспекте, в котором с 2002 года действует торговый центр «Олимп».
|                              |                                  |                  |
| Императорский путевой дворец | Здание бывшего реального училища | Гостиная Гальяни |

### Культовые сооружения
На территории района находятся православные храмы, соборы и другие культовые сооружения Русской православной церкви, подчинённые Тверской епархии:
- Приходская церковь Белая Троица (в последнее время переименованная в собор) расположена на Троицкой площади в Затьмачье (улица Троицкая, 38), построена в 1564 году и впоследствии перестраивалась, самое древнее каменное здание в городе из сохранившихся до наших дней[40] и одно из самых старых во всей области[41]. В годы Советской власти храм не закрывался, в настоящее время относится к числу кафедральных и архиерейских соборов Тверской епархии, находящихся в непосредственном управлении правящего архиерея[42].
- Церковь Рождества Христова в Рыбаках находится в центральной части города, во дворе между улицей Вольного Новгорода и набережной Степана Разина (улица В. Новгорода, 11) недалеко от берега Волги. Построена в 1729—43 годах на месте сгоревшей часовни, в годы Советской власти закрыта и частично разрушена, с 1999 года снова действующая, по статусу приходская церковь.
- Вознесенский собор расположен на пересечении Советской улицы и Тверского проспекта (улица Советская, 38), построен в 1751—60 годах на месте сгоревшей деревянной церкви. При Советской власти был закрыт, с 1993 года снова действующий, имеет статус архиерейского подворья.
- Церковь Бориса и Глеба находится в Затьмацкой части города, на пересечении Краснофлотской улицы (бывшей Борисоглебской) и улицы Дмитрия Донского (Краснофлотская набережная, 5) недалеко от берега Волги. Нижняя тёплая церковь была построена в 1760 году, верхняя летняя в 1771 году.
- Покровская церковь находится на набережной реки Тьмаки в Затьмачье (набережная реки Тьмаки, 1), построена в 1765—74 годах на месте разрушенного монастыря. В годы Советской власти была закрыта и частично разрушена, с 1992 года снова действующая, имеет статус архиерейского подворья.
- Скорбященская церковь (церковь Иконы Божией Матери «Всех Скорбящих Радость»), расположена в южной части улицы Володарского (бывшей Скорбященской улицы) (улица Володарского, 4), построена в 1780—92 годах на месте сгоревшей деревянной церкви. В годы Советской власти была закрыта, в 1970-е годы реконструирована, с 1991 года действующая, по статусу приходская церковь.
- Церковь Иоанна Предтечи находится в Затьмацкой части города, на пересечении Беляковского переулка и Краснофлотской улицы (Беляковский переулок, 39), недалеко от берега Волги. Построена в конце XVIII — начале XIX века (освящена в 1808 году) на месте сгоревшей деревянной церкви. Рядом находилось старое кладбище. В годы Советской власти была закрыта, с 1998 года действующая.
- Часовня Иоанна Кронштадтского расположена на пересечении проспекта Чайковского (бывшего Станционного шоссе) и улицы Коробкова (проспект Чайковского, 19), южнее площади Капошвара. Построена в 1913 году, при Советской власти была закрыта, в настоящее время действующая, приписана к архиерейскому подворью Покровской церкви.
- Церковь Михаила Тверского расположена на острове Памяти на стрелке рек Волги и Тьмаки (Краснофлотская набережная, 1), построена в 2002 году.
- Спасо-Преображенский собор, построенный в XIII веке, разрушен в 1934 году и воссоздан в 2014—2024 годах. Расположен на Соборной площади перед Путевым дворцом. Рядом находится Часовня всех тверских святых, построенная в 2008 году.

Кроме того, на территории района находится единственная в городе синагога Шахтер Рахели (улица Пушкинская, 22), построенная в 1913 году, реконструированная и открытая в 2008 году.
Многие культовые сооружения монастыри, храмы и колокольни Твери сгорели при пожарах, разрушились от старости либо были разобраны из-за ветхости, либо были уничтожены при Советской власти и не сохранились до наших дней. 
|                                |                                          |                                              |
| Собор Белая Троица в Затьмачье | Вознесенский собор на Тверском проспекте | Покровская церковь на набережной реки Тьмаки |

### Памятники, мемориалы, обелиски
На территории Центрального района находятся несколько мемориалов, многочисленные памятники и памятные доски.
- Головинская колонна находится на набережной реки Тьмаки. Представляет собой медную колонну с золочёным шаром на вершине. Создана в 1870-е годы в ознаменование заслуг городского главы А. Ф. Головинского, организовавшего в 1865—66 годах постройку Головинского вала, защищавшего затьмацкую часть города от наводнений, 4 раза меняла своё местонахождение.
- Памятник Карлу Марксу в виде бронзового бюста находится на Советской улице у изгороди Городского сада, открыт в 1919 году. Не пострадал во время оккупации города, но был разрушен вандалами в 1991 году. Восстановлен в 1994 году и помещён на хранение в картинную галерею, а в 1997 году на место памятника была установлена его копия.
- Памятник В. И. Ленину скульптора С. Д. Меркурова на площади Ленина был открыт в январе 1926 года. Был сильно повреждён во время оккупации города в 1941 году, в декабре 1942 года на постамент была поставлена бетонная фигура, а в январе 1959 года возвращена на прежнее место восстановленная бетонная скульптура. Там же, на площади Ленина, расположена братская могила советских воинов, павших в боях за город Калинин в 1941—42 годах.
- Памятник борцам за мировой Октябрь находится на площади Революции, создан в 1927 году. У памятника находится братская могила с захоронениями 1918—1928 годов.
- Памятник М. И. Калинину скульптора С. Н. Попова. Находится на площади Революции, на месте уничтоженного Спасо-Преображенского собора и недалеко от Путевого дворца. Открыт в 1955 году.
- Памятник И. А. Крылову архитектора Н. В. Донских, скульпторов С. Д. Шапошникова и Д. В. Горлова находится на улице Бебеля, рядом с площадью Победы. Открыт в августе 1959 года.
- Мемориал «Обелиск Победы» находится на площади Победы недалеко от устья Тьмаки, открыт 16 декабря 1970 года. На мемориале на высоте 45 метров установлена факельная чаша, огонь в которой зажигают в День Победы 9 мая и в день освобождения города 16 декабря[47].
- Бюст А. С. Пушкина скульптора Е. Ф. Белашовой и архитектора Е. А. Розенблюма. Находится в Театральном проезде рядом с драматическим театром. Открыт в 1974 году.
- Памятник А. С. Пушкину в Городском саду скульптора О. К. Комова, архитекторов Н. И. Комовой и В. А. Фролова. Находится на набережной Михаила Ярославича, на окраине Городского сада и рядом с берегом Волги. Открыт в мае 1974 года.
- Памятник М. Е. Салтыкову-Щедрину скульптора О. К. Комова и архитектора Н. А. Ковальчука. Находится на Тверской площади, открыт в январе 1976 года.
- Памятник Г. К. Жукову. Находится на площади Славы, перед главным зданием Военной академии Воздушно-космической обороны. Открыт в мае 1995 года.
- Поклонный крест Михаилу Ярославичу Тверскому. Находится в Городском саду примерно на том месте, где находилась стена Тверского кремля, открыт в 1996 году.
- Памятник жертвам политических репрессий скульптора Ф. А. Азаматова. Находится на Советской улице недалеко от берега Тьмаки, открыт в октябре 1997 года.
- Памятник воинам-интернационалистам архитектора Б. Макарова и скульптора А. Пшерацкого. Открыт в мае 2006 года, находится недалеко от обелиска Победы.
- Памятник Михаилу Кругу на бульваре Радищева (проект Вадима Цыганова, скульптор Андрей Смирнов), открыт 24 июня 2007 года. Памятник выполнен в виде бронзовой скульптуры шансонье, сидящего на скамейке с гитарой в руках[48].
- Памятник князю Михаилу Тверскому на Советской площади (скульптор — Андрей Ковальчук) выполнен виде конной скульптуры, открыт 23 мая 2008 года[49].

### Парки и скверы

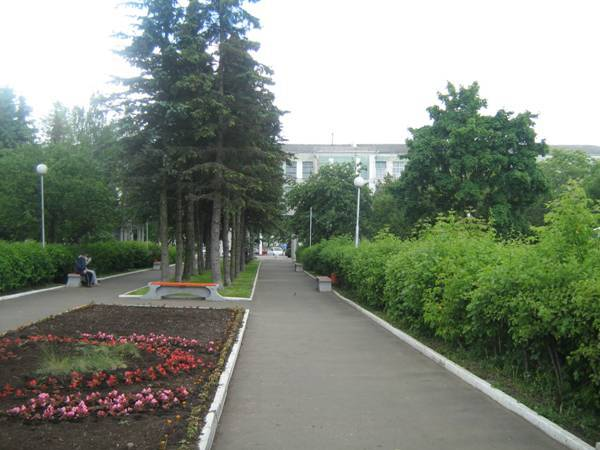
Парк Победы в Твери

По данным администрации города, район насчитывает 56 зелёных зон (из них 3 парка и 10 скверов) площадью 452 тысячи квадратных метров.
На территории района расположено 3 парка:
- Городской сад находится в историческом центре Твери, ограничен с севера берегом реки Волги и набережной князя Михаила Ярославича, с юга — Советской улицей, с запада — Волжским проездом, с востока — Свободным переулком, занимает площадь 9 гектаров. Городской сад находится на заповедной архитектурной территории разрушенного Тверского кремля[50], образован в 1931 году в результате объединения Дворцового сада (1776), Губернаторского сада (1831), Общественного сада (1851). Во время Великой Отечественной войны был уничтожен, после войны перепланирован и разбит заново[51]. В Городском саду установлены памятники А. С. Пушкину, князю Михаилу Тверскому, Карлу Марксу, имеются многочисленные летние кафе, аттракционы и клумбы с цветами, проводятся многочисленные праздники. В непосредственной близости от Городского сада расположены Путевой дворец, здание бывшего реального училища (сейчас там находится музей) и кинотеатр «Звезда».
- Парк Победы основан 9 мая 1975 года[47] на территории бывшего яблоневого сада. Расположен южнее исторического центра Твери, северная граница проходит по реке Лазури, южная — по проспекту Победы, западная — примыкает к жилым кварталам, а восточная — к Волоколамскому проспекту. На территории парка произрастают десятки видов деревьев и кустарников. Парк оборудован пешеходными аллеями и является популярным местом отдыха жителей города. В южном углу парка расположен Тверской государственный театр кукол.
- Детский парк находится к юго-западу от исторического центра Твери, на месте резиденции тверских архиереев «Трёхсвятское». На севере граничит с проспектом Дарвина, на западе — с хлебозаводом «Волжский пекарь», на востоке — с трамвайным парком, на юге — с жилым массивом. В северной части парка расположен Дворец творчества детей и молодёжи, в южной части сохранились пруды. На территории парка произрастают десятки видов деревьев и кустарников, оборудованы прогулочные дорожки, фонтаны и клумбы[52].
- Ландшафтный парк «Тьмака» создан в 2016 — 2018 гг. в излучине левого берега Тьмаки недалеко от Покровской церкви, неоднократно подвергался затоплению в период весеннего половодья.

## Экономика

### Промышленные предприятия

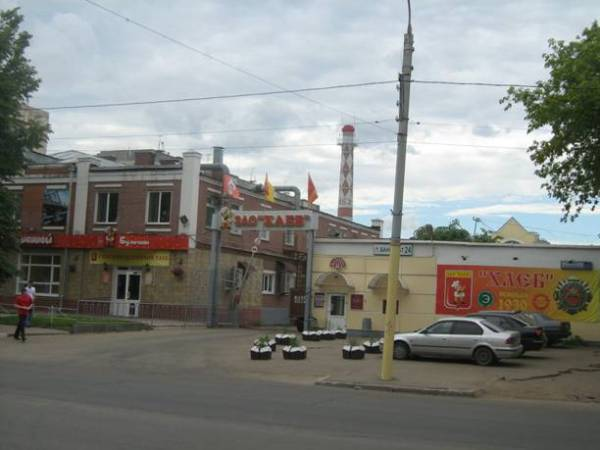
Хлебозавод ЗАО «Хлеб», бывший хлебозавод № 1

В Центральном районе значительно меньше промышленных предприятий, чем в других районах Твери. Самая крупная промышленная зона, на территории которой находятся два хлебозавода, расположена к востоку от проспекта Чайковского, более мелкая — южнее проспекта Победы, вокруг Тверской швейной фабрики.
Промышленные предприятия района:
- Тверская швейная фабрика (проспект Победы, 14а), основана в 1918 году как швейная мастерская, неоднократно меняла название и местонахождение. Во время оккупации города была частично эвакуирована в Томск, после освобождения города была восстановлена и выпускала военное обмундирование[53].
- Хлебозавод ЗАО «Хлеб» (проспект Чайковского, 33) построен в 1928—30 годах на месте бывшего стекольного заводика на Станционном шоссе, первоначально назывался «Хлебозавод № 1». Завод сильно пострадал во время оккупации города, но был быстро восстановлен, выполнял оборонный заказ и поставлял хлеб на фронт. В последние годы освоил производство булочной и кондитерской продукции[54].
- Волжский пекарь (проспект Дарвина, 5), предприятие открылось в 1940 году как «Хлебозавод № 2», в 2003 году к нему присоединился и «Хлебозавод № 3»[55], выпускает хлебобулочные изделия, а также торты и пирожные.

### Предприятия энергетики
На территории района находится центральный офис Тверьэнерго (филиала ОАО «МРСК Центр») (улица Бебеля, 1) — предприятия, обеспечивающего транспортировку электроэнергии по линиям классов напряжения 0,4—110 киловольт на территории Тверской области (84,1 тысячи квадратных километров), с 1993 года по 2008 год — открытое акционерное общество (ОАО «Тверьэнерго»), в 2008 году присоединено к ОАО «МРСК Центр» в качестве филиала, а также одно из подразделений (абонентский отдел) Тверской энергосбытовой компании (ОАО «Тверьэнергосбыт») — предприятия по реализации электроэнергии потребителям на территории Тверской области, образованного в 2005 году.

### Транспорт
На территории района находятся несколько дорожных и транспортных предприятий:
- ГУП «Управление автомобильной магистралью Москва — Санкт-Петербург» (проспект Чайковского, 62а) — организация, подведомственная Росавтодору и осуществляющая управление автомобильной дорогой федерального значения М10 (Москва — Санкт-Петербург)
- МУП «Городской электротранспорт» (проспект Чайковского, 17а) — организация, осуществляющая эксплуатацию городского электрического транспорта — трамваев и троллейбусов. Там же, недалеко от площади Капошвара, находится трамвайное депо № 1[58].
- ОАО «Тверьавтотранс» (Свободный переулок, 5) — крупное автотранспортное предприятие, осуществляющее перевозки по городу и области, которое владеет автотранспортной инфраструктурой (тверским автовокзалом, автостанциями в городах области). В прошлом Тверьавтотранс — государственное унитарное предприятие.

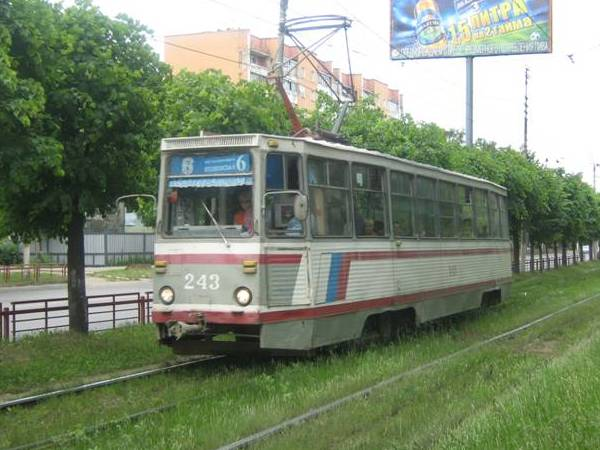
Трамвай движется вдоль проспекта Чайковского по выделенной линии

Троллейбусное движение организовано на улице Коминтерна от железнодорожного вокзала до Волоколамского проспекта (граница с Пролетарским районом), по Волоколамскому проспекту и Смоленскому переулку (граница с Московским районом), по улице Советской от Московской площади до Советской, по улице Новоторжской до конечной станции на Тверской площади, от неё — в сторону Волжского моста (далее в Заволжский район), а также одностороннее движение по направлению Советская площадь — улица Софьи Перовской в западном направлении и по Беляковскому переулку — улица Брагина в восточном. Трамвайное движение прекратилось в 2018 году.
Действуют также многочисленные коммерческие автобусы и маршрутные такси.
Железнодорожные линии по Центральному району не проходят. Речной транспорт представлен единственным причалом на набережной Михаила Ярославича, около Городского сада. Крупные транспортные узлы: железнодорожный вокзал, автовокзал, речной вокзал и речной порт расположены на территории других районов города.

### Торговля и банки
Крупнейший торговый центр на территории района — торговый центр «Олимп», открытый в 2002 году в здании, первоначально строившемся Тверьуниверсалбанком для своих нужд, которое затем было выкуплено в недостроенном состоянии Новолипецким металлургическим комбинатом. Площадь центра составляет около 30 тысяч квадратных метров. На территории района расположены и другие крупные торговые центры — «Парадиз» (площадью 7,9 тыс. м²), «Семь морей», универмаг «Тверь», а также многочисленные магазины. Имеются два организованных рынка — Центральный рынок (на набережной реки Тьмаки) и Привокзальный рынок (рядом с Привокзальной площадью).

### Сфера обслуживания и развлечения
На территории района сосредоточены многие гостиницы и отели («Арена», «Волга», «Заря», «Оснабрюк», «Селигер», «Тверская усадьба», «Тверь-центр», «Турист»), рестораны и кафе; ночные клубы — «Зебра» (улица Советская, 38), «Зеркало» (проспект Победы, 4), «Культура» (Трехсвятская, 49), «Космополис» (в Городском саду), «Лазурный» (улица Чайковского, 6а), «Сити» и другие, в клубе «Лазурный» находится музей-ресторан Михаила Круга.

## Политика и общество

### Местное самоуправление
Район не является самостоятельным муниципальным образованием, глава района назначается главой администрации Твери. Эту должность занимает Хоменко Людмила Григорьевна.

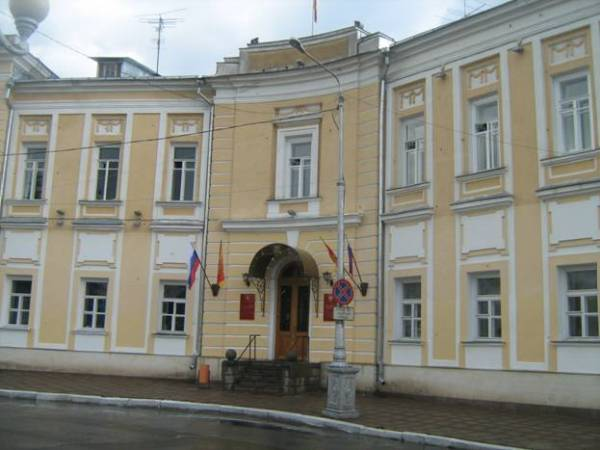
Здание администрации Твери на площади Ленина

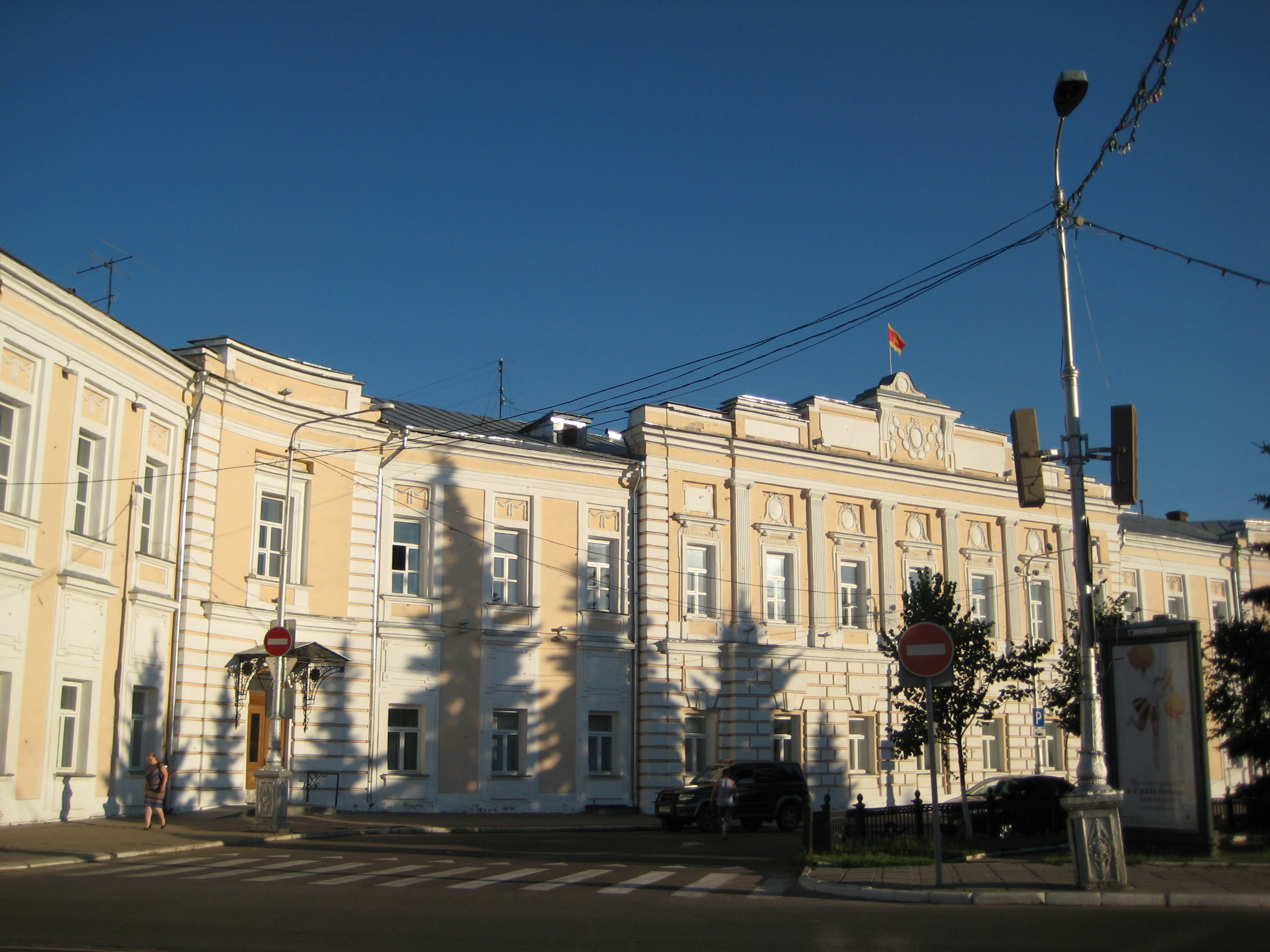
Здание Тверской городской думы и администрации Центрального района Твери на площади Ленина

Администрация Центрального района находится на площади Ленина (улица Советская, 34).
На территории Центрального района Твери также расположены органы власти города Твери — Тверская городская дума (в одном здании с администрацией Центрального района Твери), а также администрация города Твери (улица Советская, 11) и её структурные подразделения — Департамент архитектуры и строительства, Департамент общественных коммуникаций, Департамент экономики, инвестиций и промышленной политики, Организационное управление, Управление защиты правопорядка и административных органов, правовое управление, финансовое управление, отдел бухгалтерского учёта и отчётности.
На территории района также расположены департамент по управлению имуществом и земельными ресурсами (улица Новоторжская, 1), управление по делам гражданской обороны и чрезвычайных ситуаций (улица Достоевского, 32/19), управление информационных ресурсов и технологий (улица Вольного Новгорода, 10), управление по культуре, спорту и делам молодежи (набережная Степана Разина, 20), управление муниципального заказа (улица Вольного Новгорода, 10), управление образования (улица Трехсвятская, 28а), управление потребительского рынка (проспект Победы, 3), комитет социальной политики (улица Вольного Новгорода, 8), жилищный отдел (улица Советская, 34), отдел записей актов гражданского состояния (проспект Чайковского, 31), отдел материально-технического обеспечения и обслуживания административных зданий (улица Вольного Новгорода, 10), отдел мобилизационной подготовки (улица Вольного Новгорода, 8), отдел транспорта и связи (улица Вольного Новгорода, 10), городская экологическая инспекция (проспект Победы, 3).

### Органы государственной власти
На территории Центрального района Твери расположены органы государственной власти Тверской области, а также территориальные представительства федеральных министерств, ведомств и учреждений. Большая часть административных зданий сосредоточена вдоль Советской улицы.

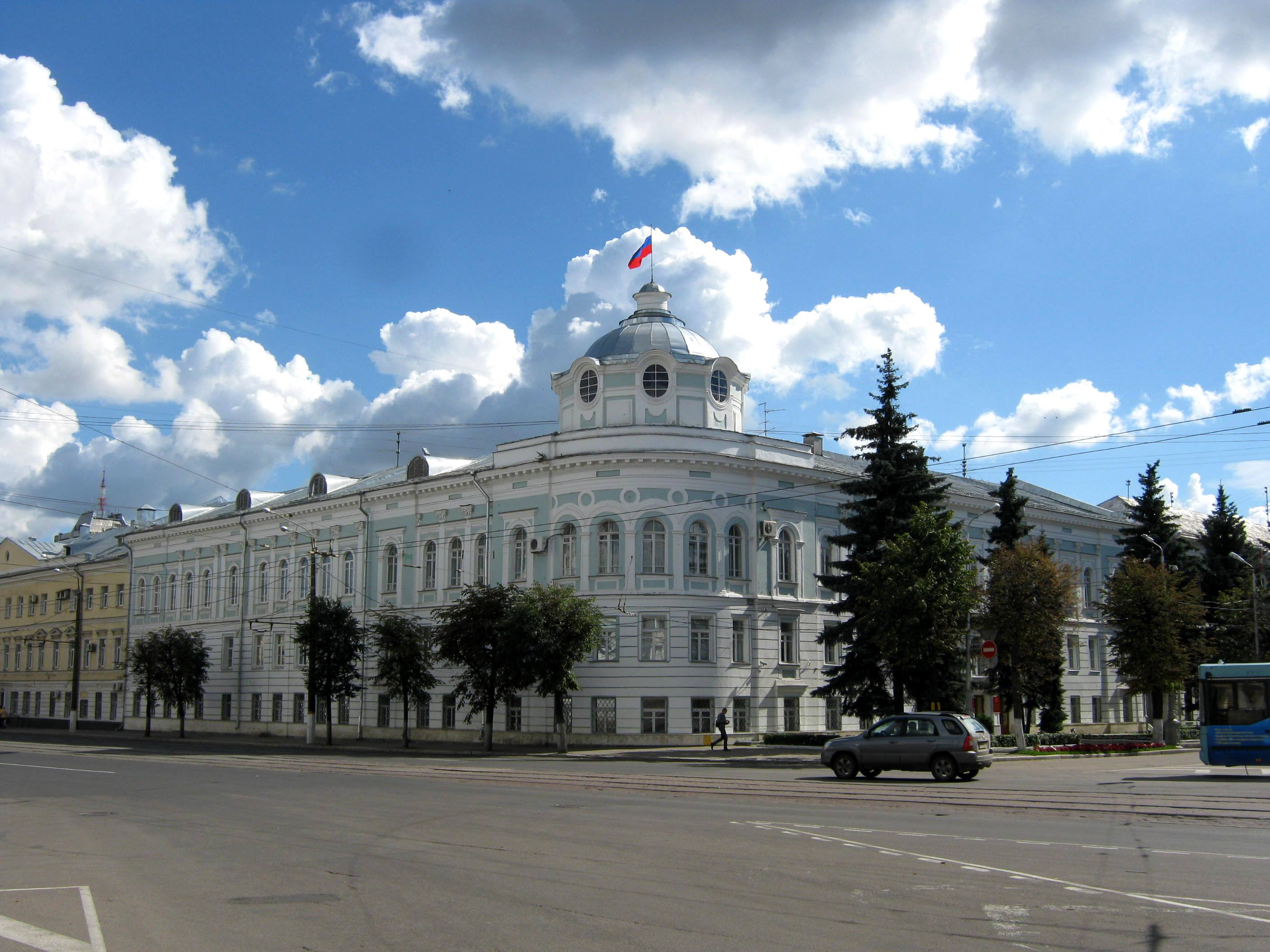
Здание администрации Тверской области — официальная резиденция губернатора Тверской области на Советской площади

Несколько административных зданий находятся на Советской площади. Одно из них является официальной резиденцией губернатора области (улица Советская, 44). В соседнем здании (улица Советская, 46) и в здании напротив (улица Советская, 23) расположены многие структурные подразделения областной администрации и других областных учреждений (департаменты здравоохранения, образования, финансов, экономики областной администрации, Избирательная комиссия Тверской области и др.). В то же время многие областные учреждения власти рассредоточены по другим административным зданиям в Центральном районе (значительно меньше — в других районах города). Законодательное собрание Тверской области находится в здании бывшего обкома КПСС (улица Советская, 33).
На территории Центрального района Твери также расположены территориальные представительства федеральных учреждений и органов власти (Банка России, Федеральной антимонопольной службы, Судебного департамента при Верховном Суде и др.). На территории района находятся прокуратура Тверской области (улица Симеоновская, 27) прокуратура Центрального района г. Твери (пр. Победы, 30/19), Волжская межрайонная природоохранная прокуратура, а также Арбитражный суд Тверской области (улица Советская, 23б).
Центральный районный суд города Твери, юрисдикция которого распространяется на территорию района, расположен в здании по нечётной стороне Волоколамского проспекта (Волоколамский проспект, 31), на территории Московского района. В границах района образованы 3 судебных участка, в которых работают мировые судьи. Кроме того, в структуре Центрального ОВД г. Твери выделено 15 участков, на территории которых работают участковые уполномоченные.

## Культура и социальная сфера

### Наука и образование
По данным администрации города на 2006 год, научный и образовательный потенциал города представлен двумя государственными вузами (Тверской государственный университет и Тверская государственная медицинская академия) и одним негосударственным вузом (Академия славянской культуры). На территории района также расположены два средних специальных учебных заведения (кооперативный техникум, колледж культуры), 8 общеобразовательных школ, 18 учреждений дошкольного образования (из которых 17 муниципальные).

#### Высшее образование и наука
Высшие учебные заведения, расположенные на территории района:
- Тверской государственный университет (улица Желябова, 33) — корпуса на улице Желябова, Трёхсвятской улице, проспекте Чайковского, в Садовом и Студенческом переулках, а также в Заволжском районе)[68]. Основан в 1870 году как частная педагогическая школа, статус университета получил в 1970 году[69]. По состоянию на 2008 год ведёт обучение на 17 факультетах.
- Тверская государственная медицинская академия (улица Советская, 4). Фактически создана в 1954 году в связи с переводом из Санкт-Петербурга в город Калинин (ныне — Тверь) Ленинградского стоматологического института, основанного в 1934 году[70].
- Военная академия воздушно-космической обороны имени Маршала Советского Союза Г.К. Жукова (улица Жигарева, 50), расположена недалеко от площади Славы, рядом установлен памятник Г. К. Жукову. Сформирована в 1956 году для подготовки кадров ПВО. По состоянию на 2008 год ведётся обучение слушателей на 5 факультетах; принято решение о реорганизации Академии в 2010 году.
- Тверской филиал МЭСИ (улица Советская, 58), образован в 1997 году.
- Филиал Государственной академии славянской культуры в г. Твери (улица Крылова, 20/29)

Научно-исследовательская организация — ОАО «Научно-производственный центр „Тверьгеофизика“» (проспект Чайковского, 28/2) существует более 30 лет, ведёт научно-производственные работы в области геофизики.

#### Начальное и среднее образование
Средние специальные учебные заведения, расположенные на территории района:
- Тверской кооперативный техникум (Волоколамский проспект, 20)
- Тверское училище культуры имени Н. А. Львова (колледж культуры) (проспект Чайковского, 19)

Общеобразовательные школы, расположенные на территории района:
- Тверская гимназия № 6 (улица Советская, 1) с углублённым изучением английского и французского языков, специальными элективными курсами для 10—11 классов, танцевальным и театральным кружками, туристическим клубом, музыкальным ансамблем;
- Средняя общеобразовательная школа № 12 с углублённым изучением отдельных предметов (естественно-научного и гуманитарного направлений) (улица Желябова, 22) с профильным обучением с 5-го класса, многочисленными дополнительными предметами и кружками);
- Средняя общеобразовательная школа № 14 (улица 1-я Суворова, 19), с дополнительными предметами и спортивными секциями;
- Средняя общеобразовательная школа № 16 (Студенческий переулок, 33) с профильным обучением в 10—11 классах по программам совместно с органами власти (ГИБДД, Федеральной регистрационной службой, Службой судебных приставов, таможенной службы, департаментом природных ресурсов областной администрации);
- Средняя общеобразовательная школа № 18 (улица Учительская, 6);
- Средняя общеобразовательная школа № 33 (улица Ипподромная, 26) с элективными курсами в 10—11 классах (математика, физика, химия, психология);
- Средняя общеобразовательная школа № 36 (Волоколамский проспект, 10) с биолого-географическим профильным обучением в 10—11 классах, лицейским классом на базе колледжа, с кружками и спортивными секциями;
- Средняя общеобразовательная школа № 42 (Спортивный переулок, 12), с профильным (гуманитарным, физико-математическим и социально-экономическим) обучением в 10—11 классах, с дополнительными предметами и подготовительными курсами для дошкольников.

Также на территории района расположено Тверское суворовское военное училище (улица Софьи Перовской, 2), которое даёт среднее образование ученикам школьного возраста и готовит к поступлению в военные вузы.

#### Дополнительное образование
Дворец творчества детей и молодёжи (проезд Дарвина, 3) — крупнейшее учреждение дополнительного образования в Тверской области. Открылся в 1936 году, до 1992 года назывался «Дворец пионеров и школьников», с 2002 года — «Дворец творчества детей и молодёжи». Современное здание построено в 1979 году, имеет общую площадь 8367 квадратных метров и включает 63 помещения для массовых мероприятий и кружковой работы, а также помещения спортивного и киноконцертного зала, танц-фойе, планетарий, библиотеку, музей.
|                                                 |                                                      |                       |
| Один из главных корпусов Тверского университета | Здание Военной академии воздушно-космической обороны | Тверская гимназия № 6 |

### Культура и искусство

#### Театры
На территории района расположено 3 профессиональных театра:
- Тверской областной академический театр драмы, основан в 1745 году, с 1888 года расположен в бывшем здании Гостиного двора (улица Советская, 16), в 1934 году это здание было реконструировано и сооружён зрительный зал на 1250 мест[73].
- Тверской театр юного зрителя (Тверской государственный областной театр для детей и молодёжи), образован в 1932 году, в 1941 году временно прекратил своё существование, с 1960 года расположен в здании — памятнике архитектуры XVIII века на Площади Ленина (улица Советская, 32). Зрительный зал на 436 мест[74].
- Тверской государственный театр кукол, создан в 1944 году, с 1975 года расположен на проспекте Победы рядом с парком Победы (проспект Победы, 10), зрительный зал рассчитан на 366 мест[75][76].

#### Музеи
На территории Центрального района города расположено несколько крупных музеев:
- Тверской государственный объединённый музей, открыт в 1866 году как краеведческий музей. Включает помимо головного музея (Тверской краеведческий музей), расположенного в здании бывшего реального училища (улица Советская, 5), 33 филиала в городах и сёлах Тверской области[78].
- Тверская областная картинная галерея образована в 1937 году как художественный музей, с 1961 года размещается в правом крыле Путевого дворца (улица Советская, 3). Экспозиционная площадь составляет 1236 квадратных метра, в отдельные годы обслуживает более 100 тысяч посетителей[79]
- Музей М. Е. Салтыкова-Щедрина открыт в 1976 году в доме, где писатель жил в 1860—1862 годах (улица Рыбацкая, 11/37)[80]

Известны также несколько небольших специализированных музеев — Музей связи Тверской области, Музей Тверской государственной медицинской академии, Тверской городской музейно-выставочный центр.

#### Библиотеки
На территории района расположено несколько библиотек:
- Тверская областная библиотека имени А. М. Горького (Свободный переулок, 28)[81]
- Библиотека имени А. И. Герцена (Центральная городская библиотека) (Тверской проспект, 5), возглавляющая муниципальную библиотечную систему. Открыта в 1901 году как изба-читальня общества трезвости, некоторое время находилась в ведении потребительских обществ. В 1921 году получила имя Герцена, с 1978 года возглавляет библиотечную систему города. Фонды библиотеки насчитывают около 200 тысяч единиц, ежегодно библиотека обслуживает более 9 тысяч жителей[82].
- Тверская областная научно-медицинская библиотека (улица Рыбацкая, 13/40), открыта в 1945 году, содержит более 160 тысяч единиц, координирует деятельность 23 медицинских библиотек в районах, а также 5 библиотек в медицинских учебных заведениях и 7 филиалов в больницах, обслуживает более 10 тысяч человек ежегодно[83].

#### Кинотеатры
Кинотеатры, расположенные на территории района:
- Кинотеатр «Звезда» расположен на берегу Волги (набережная Степана Разина, 1) рядом с Городским садом, открыт в 1937 году, 2 зрительных зала (синий и зелёный) на 500 мест[84].
- Кинотеатр «Вулкан» расположен на Советской площади (улица Вольного Новгорода, 23), старейший кинотеатр города[85].

#### Другие учреждения культуры
Другие учреждения культуры, расположенные на территории района:
- Тверская академическая областная филармония (Театральная площадь, 1), 2 зрительных зала — большой и малый, всего на 478 мест[86].
- Тверской государственный цирк открыт в 1924 году, размещён в здании, построенном в 1971 году (Тверская площадь, 10). Само здание рассчитано примерно на 2000 человек[87].

|                                              |                                    |                                            |
| Тверской областной академический театр драмы | Кинотеатр «Звезда» на берегу Волги | Здание Тверского цирка на Тверской площади |

### Здравоохранение
По данным администрации города, на территории района действуют 28 больничных и амбулаторно-поликлинических учреждений здравоохранения, из них 6 областных и 10 городских, в том числе:
- городская больница № 1 (Беляковский переулок) и поликлиника при ней;
- городская больница № 2 (улица Советская, 2) и поликлиника при ней;
- диагностический центр областной больницы (улица Склизкова, 70);
- детская больница № 1 (Рыбацкая улица, 7);
- областная детская больница (улица Степана Разина, 37);
- больница управления внутренних дел (Серебряная улица, 1);

### Физкультура и спорт
Спортивные комплексы и учреждения, расположенные на территории Центрального района:
- Спорткомплекс «Юбилейный» (Краснофлотская набережная, 3) — областное учреждение спорта, включает ледовый дворец (дворец спорта «Юбилейный»), построенный в 1983 году на берегу Волги, и расположенный в непосредственной близости центральный стадион. Раньше во дворце спорта дислоцировался хоккейный клуб МВД, однако в 2007 году он переехал из Твери в Московскую область[88].
- Стадион «Химик» (улица Советская, 1а), расположен на берегу Волги, рядом с местом впадения Тьмаки в Волгу и Старым мостом на месте основания Твери и территории уничтоженного пожаром Тверского кремля. Открыт в 1955 году, первоначально принадлежал объединению «Химволокно». В 1991 году передан городу, подчиняется муниципальному учреждению «Объединённая дирекция стадионов», располагает футбольным полем с травяным покрытием, двумя трибунами на 7680 мест, хоккейным и теннисными кортами, спортивным залом. Является базовым стадионом для футбольного клуба «Волга»[89]
- Тверской ипподром, расположен в центре прямоугольника «проспект Победы — Волоколамский проспект — улица Коминтерна — проспект Чайковского» (привокзальная часть), между улицами Склизкова, Фадеева, 1-й Соляной и Александра Попова (ОАО «Тверской областной ипподром» зарегистрировано по адресу на проспекте Чайковского). По сведениям коллектива Тверского ипподрома, он появился в 1922 году[90]. Площадь ипподрома составляет 13 гектаров, имеется 5 конюшен на 160 мест, беговая дорожка на 1010 метров, рабочие дорожки — на 700 и 800 метров[91].